# Kladanj
Kladanj (en cyrillique : Кладањ) est une ville et une municipalité de Bosnie-Herzégovine située dans le canton de Tuzla et dans la fédération de Bosnie-et-Herzégovine. Selon les premiers résultats du recensement bosnien de 2013, la ville intra muros compte 4 241 habitants et la municipalité 13 041.

## Géographie
La municipalité de Kladanj s'étend à l'est de la Bosnie-Herzégovine, dans une région de moyenne montagne. La ville est dominée par le mont Bratilo (1 196 m) et entourée par les monts Javor (1 400 m ) à l'est, Smolin (1 275 m) au sud, Konjuh (1 326 m) à l'ouest et Javornik (1 060 m au nord. À l'ouest, la rivière Drinjača, qui traverse la municipalité, prend sa source au mont Konjuh.
La municipalité est entourée par celles de Živinice, Šekovići, Olovo et Banovići.

## Histoire
La ville de Kladanj est mentionnée pour la première fois en 1138.
Après la guerre de Bosnie-Herzégovine et à la suite des accords de Dayton (1995), la majeure partie de la municipalité de Kladanj a été rattachée à la fédération de Bosnie-et-Herzégovine.

## Localités

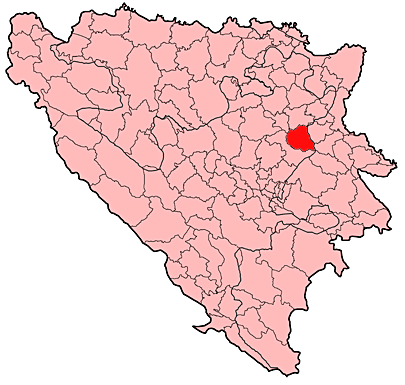
Localisation de la municipalité de Kladanj en Bosnie-Herzégovine

La municipalité de Kladanj compte 48 localités :
| - Brateljevići - Brdijelji - Brgule - Brlošci - Buševo - Crijevčići - Dole - Gojakovići - Gojsalići - Goletići - Javor - Jelačići | - Jošje - Kaštijelj - Kladanj - Klještani - Konjevići - Kovačići - Krivajevići - Lupoglavo - Majdan - Mala Kula - Matijevići - Mladovo | - Noćajevići - Novo Naselje-Stupari - Obrćevac - Olovci - Pauč - Pelemiši - Pepići - Plahovići - Prijanovići - Prijevor - Ravne - Rujići | - Starić - Stupari-Centar - Stupari-Selo - Suljići - Tarevo - Trnovo - Tuholj - Turalići - Velika Kula - Vranovići - Vučinići - Zagrađe |

## Démographie

### Villeintra muros

#### Évolution historique de la population dans la villeintra muros
| 1948 | 1953 | 1961  | 1971  | 1981  | 1991  | 2013  |
| ---- | ---- | ----- | ----- | ----- | ----- | ----- |
| -    | -    | 2 825 | 3 379 | 4 091 | 3 412 | 4 241 |

|  |

### Municipalité

#### Évolution historique de la population dans la municipalité
| 1961   | 1971   | 1981   | 1991   | 2013   |
| ------ | ------ | ------ | ------ | ------ |
| 11 469 | 14 015 | 15 641 | 16 070 | 13 041 |

#### Répartition de la population dans la municipalité (1991)
En 1991, sur un total de 16 070 habitants, la population se répartissait de la manière suivante :

## Politique
À la suite des élections locales de 2012, les 17 sièges de l'assemblée municipale se répartissaient de la manière suivante :
| Parti                                                               | Sièges |
| ------------------------------------------------------------------- | ------ |
| Parti d'action démocratique (SDA)                                   | 5      |
| Parti pour la Bosnie-Herzégovine (SBiH)                             | 3      |
| Parti social-démocrate (SDP)                                        | 2      |
| Union sociale-démocrate de Bosnie-Herzégovine (SDU BiH)             | 2      |
| Parti national pour l'amélioration par le travail (Za boljitak)     | 2      |
| Parti patriotique de Bosnie-Herzégovine-Sefer Halilović (BPS)       | 1      |
| Alliance pour un meilleur avenir de la Bosnie-Herzégovine (SBB BiH) | 1      |
| Sead Hotović - Sans étiquette                                       | 1      |

Jusuf Čavkunović, membre de l'Union sociale-démocrate de Bosnie-Herzégovine (SDU BiH), a été élu maire de la municipalité,.

## Économie
La société Sokolina, spécialisée dans la transformation du bois, est une des entreprises les plus importantes de la municipalité.

## Tourisme
A l'ouest de la municipalité de Kladanj se situe une grotte nommé « la grotte de la jeune fille » (en bosniaque : Djevojačka pećina). Cette grotte mesure 250 m de longueur, 30 m de largeur et peut aller jusqu'à 20 m de hauteur. Au fond de cette dernière se trouve la tombe d'une jeune fille. 